# Manuel Campos (ginasta)
Manuel Campos, (Porto, 12 de julho de 1981) é um ginasta que compete em provas de ginástica artística por Portugal. 
Campos começou a competir pela seleção nacional em 2002, na etapa alemã da Copa do Mundo, na qual encerrou em oitavo na final da barra fixa. Na etapa seguinte, realizada na França, foi o quarto colocado no cavalo com alças. A seguir, em estreia continental, no Europeu de Patras, aos 21 anos de idade, foi 11º colocado geral, ao totalizar 52,574, em prova conquistada pelo romeno Dan Potra. Mais adiante, encerrou a disputa do solo, do Campeonato Mundial de Debrecen, na 22ª posição, sem atingir vaga para a final. No ano seguinte, em nova etapa da Copa do Mundo, encerrou entre os oito primeiros colocados.
Em 2005, o ginasta competiu em duas provas do Europeu de Debrecen: no cavalo com alças, foi o 11º e nas barras paralelas, o 13º. Neste mesmo aparelho, disputou a etapa brasileira da Copa do Mundo de São Paulo, na qual encerrou na oitava colocação, e em sexto no solo. Na Universíada de Esmirna, disputou três finais: concurso geral, cavalo com alças e solo. Na primeira, após findas as rotações, atingiu a 12º colocação geral, em evento conquistado pelo japonês Hiroyuki Tomita. Nos aparelhos, foi o quarto no cavalo e o sétimo no solo. Dois anos mais tarde, no Europeu de Amsterdão, atingiu sua melhor colocação continental, o sexto lugar geral, ao empatar em nota, com o neerlandês Epke Zonderland. Na edição do ano seguinte, o Campeonato de Lausanne, disputou a final do solo, na qual encerrou em sexto lugar, em prova conquistada pelo russo Anton Golotsutskov.
Em 2009, aos 28 anos, Manuel atingiu a inédita quarta colocação geral, na Universíada de Belgrado ao somar 86,450. Este resultado o tornou o mais bem sucedido ginasta português Em outubro do mesmo ano, realizou outro feito inédito para a ginástica portuguesa: tornou-se o primeiro português a disputar uma final de individual geral. Na prova, conquistada pelo japonês Kohei Uchimura, Campos foi o 15º ranqueado.